# مقاطعة أتشيسون (كانساس)
مقاطعة أتشسون (بالإنجليزية: Atchison County)‏ هي إحدى المقاطعات في ولاية كانساس، الولايات المتحدة الأمريكية.